# Berliner Pilsner

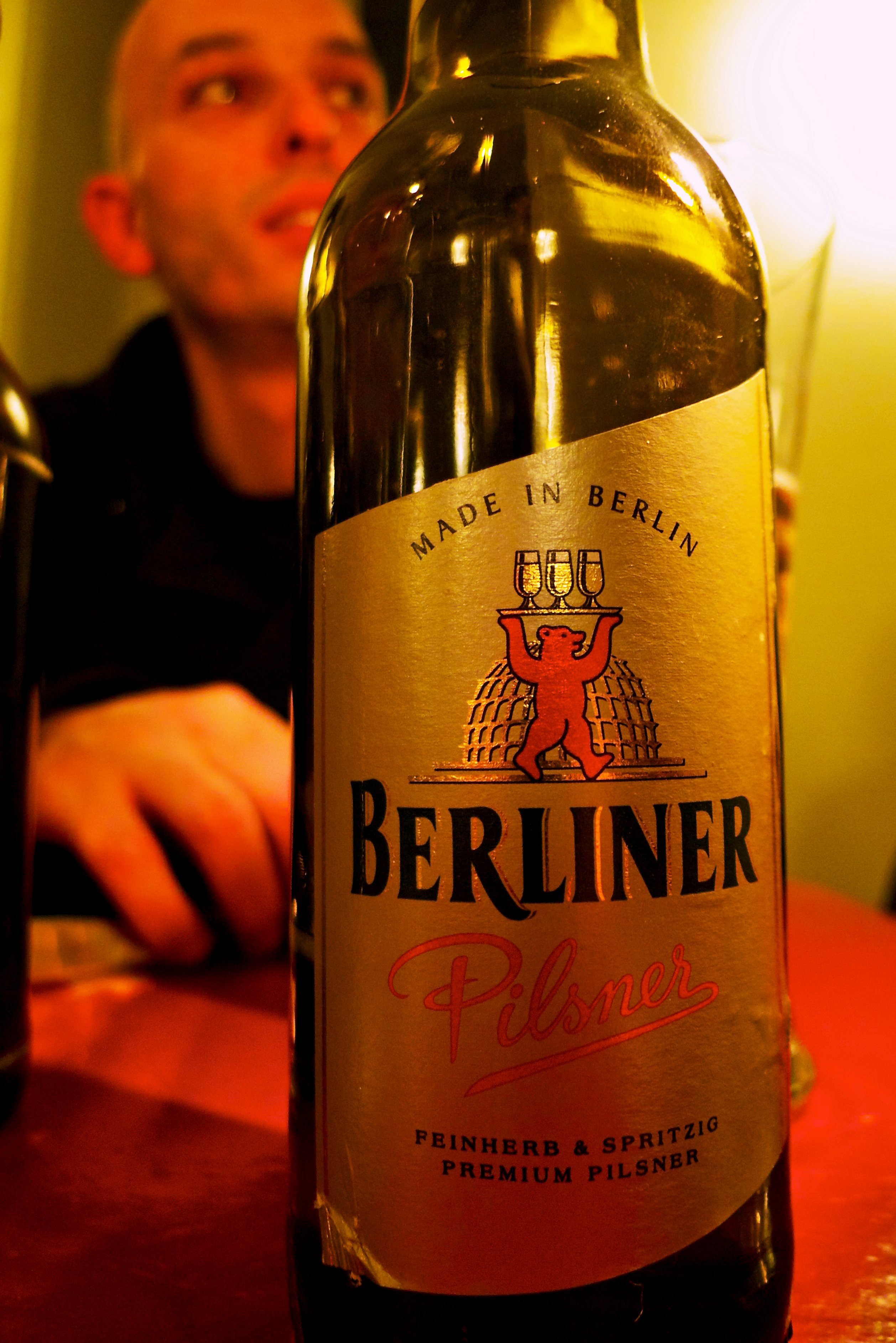
Eine Flasche Berliner Pilsner

Berliner Pilsner ist eine Biermarke der Radeberger Gruppe und wird neben anderen Marken in der Berliner-Kindl-Schultheiss-Brauerei hergestellt.

## Geschichte
1902 wurde in Berlin das erste Bier nach Pilsner Brauart in der von Gabriel und Richter gegründeten Brauerei mit anliegendem Gartenlokal in Weißensee, Lichtenberger Straße 66/71, gebraut. Der erste Ausschank eines in Berlin gebrauten Pilsners – allerdings noch ohne die Nennung des späteren Markennamens – erfolgte vermutlich am 6. Oktober 1903.
In der DDR etablierte sich aus der Marke Deutsches Pilsner des VEB Getränke Senftenberg Kombinatsbetrieb im GKC / VEB Getränkekombinat Berlin das 1963 neu entwickelte Berliner Pilsner als eines der verbreitetsten Traditions-Biere und wurde zum Marktführer in Berlin und Brandenburg. Braustätten waren Weißensee, Stralau und Friedrichshagen. Ab 1969 war die Berliner-Pilsner-Brauerei Stammsitz des Getränkekombinats Berlin. 
Außer für den einheimischen Bedarf wurde es für den Export nach Bulgarien, in das Vereinigte Königreich und die Vereinigten Staaten produziert.
Nach der politischen Wende in der 1989 und der deutschen Wiedervereinigung musste sich Berliner Pilsner gegen die marktwirtschaftliche Konkurrenz durchsetzen. 1990 erfolgte die Übernahme durch Brau und Brunnen (später Teil der Radeberger Gruppe). Rund 460.000 Hektoliter betrug der Ausstoß von Berliner Pilsner in diesem Jahr.
Mit einem Produkt-Relaunch im Jahr 1992 wurde die alte bullige Euro-Flasche durch die neue NRW-Flasche und ein neu gestaltetes Design abgelöst. Ziel war die Gewinnung eines neuen Images und Steigerung des zurückgegangenen Umsatzes. Nicht nur das Äußere wurde bei diesem Relaunch verändert, sondern es wurden auch etwa zwei Millionen Euro in die technische Umrüstung und Erneuerung investiert. Begleitet wurde der Prozess durch eine neue Werbekampagne mit dem Slogan „Das Bier von hier“.
Daraufhin folgten weitere Änderungen des Designs, bis 1999 die am weitesten gehenden Veränderungen am Produkt vorgenommen wurden. Grund dafür war eine Markenkernanalyse, die ergab, dass das Image von Berliner Pilsner als „verstaubt“ galt, und der Umsatz stagnierte. So wurden nach Überlegungen des Konzerns grundlegende Änderungen im Erscheinungsbild vorgenommen. Die NRW-Flasche wurde durch die Longneck-Flasche ersetzt.
Etikett, Schriftart und Logo wurden 2006 erneut geändert. Seitdem steht der Berliner Bär vor der Reichstagskuppel auf dem Etikett der Bierflaschen. Begleitet wurde dieser Prozess von einer Reihe moderner Werbekampagnen und Verkaufspromotionen (Sportevents, Rikscha-Taxis), um neue Zielgruppen für das Produkt zu gewinnen und so die Verkaufszahlen wieder zu steigern.
Werbeslogans der Kampagnen lauteten „Was gut ist, setzt sich durch!“ und „Made in Berlin“, seit 2011 wird „Berlin, du bist so wunderbar“ verwendet.